# Benedictus Birgeri
Benedictus Birgeri, född 1558 i Hagebyhöga församling, död 11 maj 1603 i Hagebyhöga församling, var en svensk präst.

## Biografi
Benedictus Birgeri föddes 1558 i Hagebyhöga församling. Han var son till kyrkoherden Birgerus Sunonis. Birgeri prästvigdes 1589 och blev 1590 kyrkoherde i Hagebyhöga församling, Hagebyhöga pastorat. Han avled i pesten 1603 i Hagebyhöga församling.

### Familj
Birgeri gifte sig  med Brita Nilsdotter. Hon var dotter till en kyrkoherde Nicolaus Johannis och Anna Andersdotter i Grebo församling. De fick tillsammans barnen kaptenen Jonas Bruze, kyrkoherden Johannes Bruzæus (1600–1661) i Hagebyhöga församling, översten Claes Kugelhielm (1602–1681). Efter Birgeris död gifte Brita Nilsdotter om sig med kyrkoherden Andreas Erici Helsingius Hagebyhöga församling.